# Belfort-Échecs
Belfort-Échecs – francuski klub szachowy z siedzibą w Belfort.

## Historia
Klub został założony w 1977 roku przez Jeana-Paula Touzé. W 1993 roku klub uzyskał awans do Nationale I. W inauguracyjnym sezonie w najwyższej klasie rozgrywkowej zespół zajął drugie miejsce, w 1994 roku był trzeci. W 1995 roku uczestniczył w rozgrywkach Pucharu Europy. W fazie grupowej francuski zespół zajął drugie miejsce, po pokonaniu kolejno CS Marostica i Slavonska Banka Đakovo oraz przegranej z Honvédem ASE. Skład drużyny stanowili wówczas Wiktor Bołogan, Boris Spasski, Mihail Marin, Emmanuel Bricard, Arnaud Hauchard i Slim Belkhodja.